# Write Once Read Many
In elettronica l'espressione Write Once Read Many (WORM, indicata a volte come Write One Read Multiple o Write Once Read Mostly, lett. "scrivi una volta leggi molte") si riferisce a un tipo di memoria su cui si può scrivere soltanto una volta, ma che può essere letto diverse volte. L'utilità di tali sistemi è nell'archiviazione a lungo termine di dati fissi. In italiano viene utilizzata la traduzione "immutabile" per riferirsi a questa modalità di scrittura, soprattutto relativamente a sistemi di archivio o backup con limitazioni software intenzionali per evitare plurime scritture così da prevenire cancellazioni o modifiche da parte di virus (ad esempio CryptoLocker).
Ci sono due tipi di dispositivi di memorizzazione WORM:
- WORM fisici, su cui si può scrivere fisicamente solo una volta per le loro caratteristiche costruttive (supporti come il CD-R e il DVD-R, o circuiti elettronici come le PROM);
- WORM logici, che forniscono capacità WORM tramite l'utilizzo di chiavi elettroniche o di altri sistemi per impedire la riscrittura, anche su supporti dove la riscrittura normalmente sarebbe possibile. La ragione dietro a questa limitazione, in quest'ultimo caso, sta nella necessità, ad esempio su richiesta delle autorità, di standard di memorizzazione mediante i quali le informazioni possano essere mantenute in sicurezza e rese disponibili per un lungo periodo di tempo.

Dispositivi che limitano intenzionalmente la scrittura a un'unica istanza includono: Super DLT (supporti Super DLT II sono usati per operazioni normali e WORM, a seconda della richiesta dell'utente), Linear Tape-Open, AIT e diversi dischi rigidi. La protezione mediante software è meno sicura, ed è possibile, in alcuni casi, riutilizzare supporti così protetti.
Unità di memoria di massa WORM fisiche per personal computer erano disponibili già prima dell'introduzione dei CD-R, ed erano viste come una tecnologia alternativa e contrapposta ai lettori di CD-ROM non scrivibili. Utilizzavano sempre dischi ottici di vari tipi come supporto, ma protetti da una cartuccia di plastica, anche a doppia faccia, e molto più costosi dei CD. Nel 1988 i produttori più noti di periferiche di questo tipo erano Maxtor, Optotech, Panasonic e Laser Magnetic Storage (una joint venture di Philips e Control Data), ciascuno con tecniche di incisione laser differenti; i primi tre utilizzavano cartucce ottiche da 5,25", LMS cartucce ottiche da 12". Le capacità andavano da 200 MB a 1 GB e oltre per facciata.